# 조제프사뮈엘 파리네

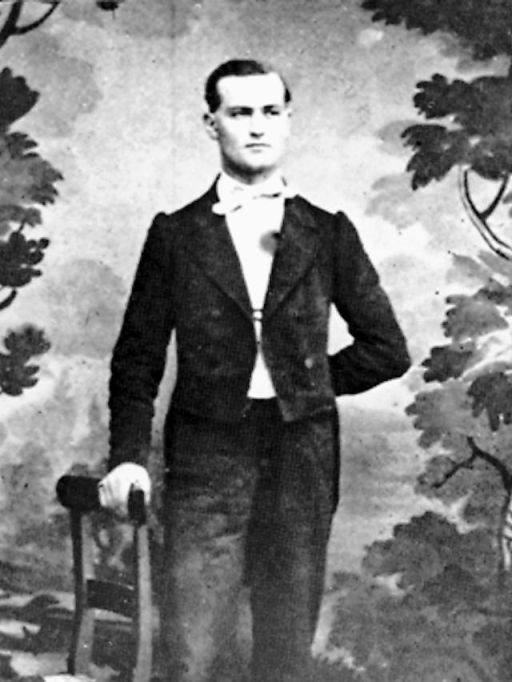

조제프사뮈엘 파리네(프랑스어: Joseph-Samuel Farinet, 1845년 6월 17일 ~ 1880년 4월 17일)는 스위스의 밀수업자이자 위조화폐 제작자이다. 주로 스위스 발레주에서 유명하며 어떤 주민들은 그를 정부 당국에 대한 저항의 화신이자 해당 지역에서 자유의 수호자로 옹호하였다. "알프스산맥의 로빈 후드" 또는 "스위스의 로빈 후드"라는 별칭으로 불리기도 한다.

## 생애
파리네는 1845년 당시 사부아국의 영토였던 발레다오스트 지방(현재의 이탈리아 발레다오스타주)의 그랑생베르나르 계곡(Vallée du Grand-Saint-Bernard)에 위치한 생레미앙보스(Saint-Rhémy-en-Bosses)에서 태어났다. 파리네는 지금도 이 계곡 중부 이상 고지대에 흔한 성씨이다.
1869년에는 아오스타에서 절도 혐의로 기소되었고 궐석 재판에서 징역 18개월형을 받았다. 1871년 마르티니(Martigny)에서 위조 주화 제조 혐의로 체포되어 징역 4년형을 받았다. 파리네는 수 차례에 걸친 탈옥을 통해 사이용(Saillon)에 은거하였으나 발레 경찰의 추적을 통해 발각되었으며 1880년 4월 17일에 살랑츠(Salentse) 고개 아래에서 시체로 발견되었다.
일설에 따르면 경찰의 총탄에 맞아서 사망했다고 하나 사이용 위조화폐 박물관에 전시되어 있는 시신 처리에 대한 기록 자료에 따르면 두개골 파열로 사망하였다고 한다. 생트카트린 교회 종탑에는 그의 이름으로 된 무덤이 있지만 사실은 1939년에 파리네를 소재로 한 영화 촬영을 위해 만들어진 가묘이다. 실제로 그는 교회 묘지에 묻히지 않았으며 매장 장소는 알려져 있지 않다.

## 위조 주화 제작
스위스의 작가인 샤를 페르디낭 라뮈는 파리네 사건을 소재로 하여 소설을 썼다. 라뮈가 소설에서 그린 것과는 달리 실제로 파리네는 1850년 발행의 20 스위스 상팀(센트) 짜리 동화만을 위조했다. 보 주립박물관에 발행한 자료에 따르면, 그 이유는 기술적인 것이었다. 즉 파리네가 위조 주화를 만들기 위해 사용한 초기 스위스 연방 발행 주화는 니켈 함량이 높아 대단히 경도가 높았으며 고온으로 달구어진 금속에 압인하여 거의 완벽한 모양의 위조 주화를 만드는데 이용하기에 매우 좋았다.
스위스 정부가 운영하는 인플레 계산 웹사이트를 이용하여 1915년 20 상팀 주화의 가치를 2018년의 가치로 환산하면 1.8 스위스 프랑 가량이다. 1870년대 어간으로부터 1915년대까지는 인플레가 거의 없었으므로 파리네의 당시의 화폐 가치도 이와 비슷했다고 볼 수 있다.

## 문학과 영화
샤를 페르디낭 라뮈는 소설 <파리네 혹은 위조 화폐>에서 그를 단순한 화폐위조범으로 그리지 아니하고 오히려 참다운 화폐 제조자이자 자유 금융의 선구자로 그리고 있다. 소설에서 그는 자신의 금광을 이용하여 공식 화폐보다 더 질좋은 합금을 만들 수 있었고 민중들은 그것을 선호한다.
1939년 스위스 영화감독인 막스 오플레르는 <파리네 혹은 산의 황금>이라는 영화로 만들었다. 영화 음악은 작곡가 아르튀르 오네게르가 맡았다. 1995년에는 <파리네, 영웅 혹은 무법자>라는 텔레비전 방송극이 만들어지기도 했다.